# Montanhas Făgăraș
As montanhas Făgăraș (em romeno: Munții Făgăraș) são uma cordilheira no centro da na Transilvânia, Roménia, onde se encontram as montanhas mais altas dos  Cárpatos Meridionais e a montanha mais alta do país. Os picos mais altos são:
- Moldoveanu 2,544 m
- Negoiu 2,535 m
- Viștea Mare 2,527 m
- Lespezi  2,516 m
- Cornul Călțunului 2,510 m
- Vânătoarea lui Buteanu 2,507 m
- Hârtopul Darei 2,506 m
- Dara 2,501 m
- Scărișoara Mare 2,495 m
- Mușetescu 2,495 m
- Capra 2,494 m
- Roșu 2,489 m
- Negoiu Mic 2,485 m
- Podragu 2,482 m
- Urlea 2,473 m

São delimitadas a norte pela depressão de Făgăraș, através do qual corre o rio Olt, e a sul e oeste pelo vale do Olt (Valea Oltului). A maioria das pessoas que querem escalar o Moldoveanu partem da cidade de Victoria, ou de outras áreas das montanhas Făgăraș - Arpașu de Jos, Porumbacu de Jos e Avrig. Apesar do seu nome, Făgăraș, localizada a 20 km a norte, não é a cidade mais próxima da serra. Outras cidade importante próxima é Sibiu.
Uma estrada chamada Transfăgărășan atravessa a cordilheira. Geralmente está aberta apenas entre junho e setembro, devido às condições climáticas desfavoráveis no resto do ano.
Há vários lagos glaciares nas montanhas Făgăraș. Bâlea (2034 m, 46,508 m2, 11.35 m de profundidade) é o maior deles. O mais alto é o vale glaciar Hărtopul Leaotei. O lago glacial mais profundo é Podragu (2140 m, 28,550 m2 de 15,5 m de profundidade). Outros lagos: Urlea (2170 m, 20,150 m2), Capra (2230 m, 18,340 m2).